# Wasserburg Huxhohl
Die Burg Huxhohl ist eine abgegangene Wasserburg im Tal der Orke an deren Nordufer am Fuße der Burg Lichtenfels unweit östlich des heutigen Gutshofs Sandhof an einer Furt östlich von Dalwigksthal, einem Stadtteil von Lichtenfels im nordhessischen Landkreis Waldeck-Frankenberg.

## Geschichte

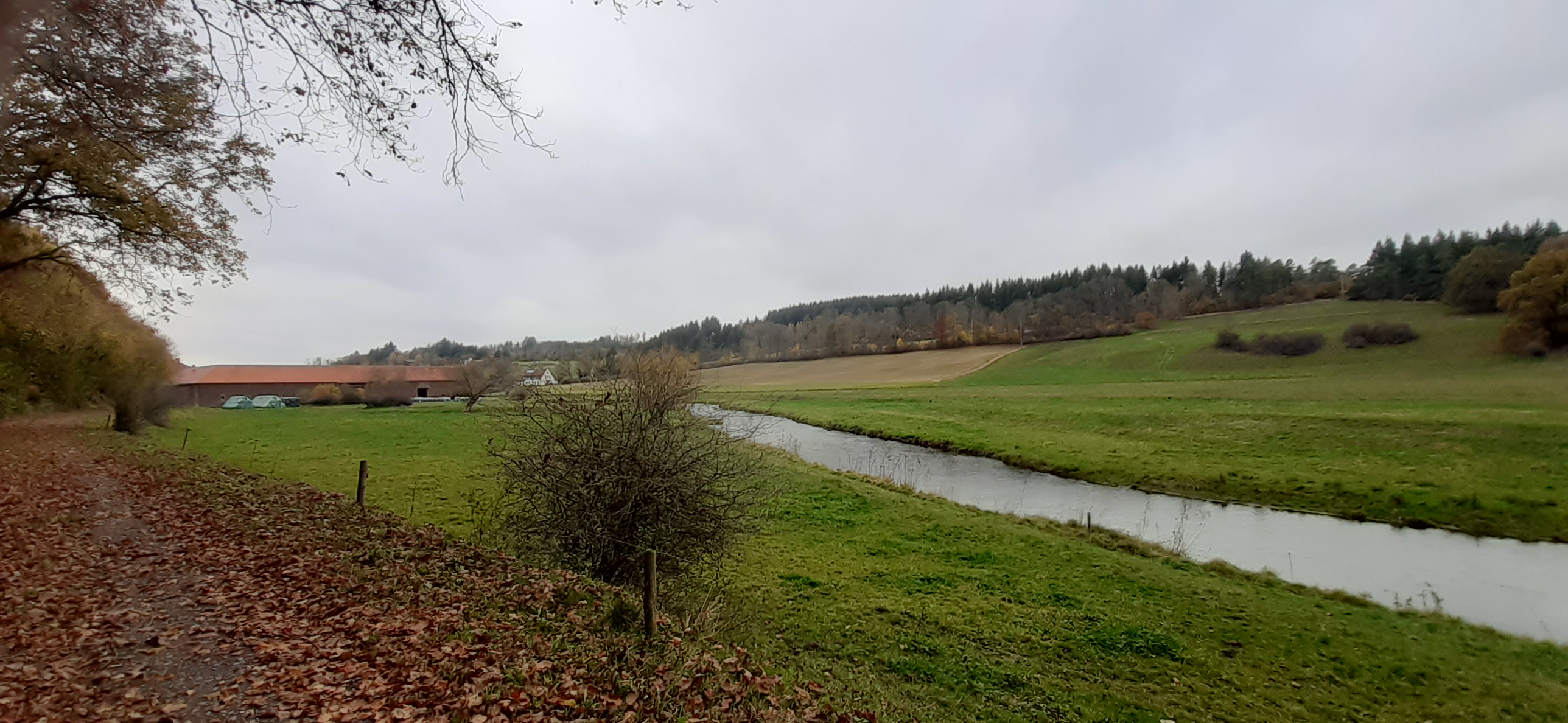
Blick vom Huxhohl gegenüberliegenden Ufer, Richtung Ort Dalwigksthal; sichtbar das langgestreckte Wirtschaftsgebäude von Haus Sand

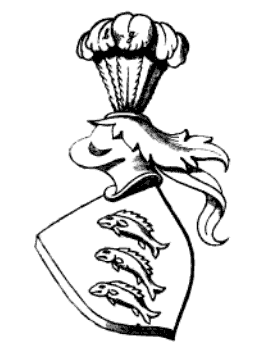
Wappen der ersten Besitzer, der Herren von Dorfeld

Wann und von wem die kleine Burg erbaut wurde, ist nicht überliefert. Im Jahr 1335 wurde die Burg als Hulreshol erstmals urkundlich erwähnt, als das Kloster Grafschaft den halben Zehnten erwarb. Die Burg befand sich im Besitz der eigentlich aus dem Westfälischen stammenden Herren von Dorfeld (Wüstung Dorevelde bei Medebach). Sie wurde während einer Fehde im Jahre 1506 (jetzt Huxol genannt) zwischen Heinrich von Rehen einerseits und Philipp und Johann von Viermünden andererseits von den Brüdern niedergebrannt, danach jedoch wieder aufgebaut.
Mitte des 16. Jahrhunderts ist Bernhard von Dorfeld zu Medebach bekannt, Burgmann zu Medebach (genannt 1532 und 1541), mit Burglehen zu Huxhohl und Lichtenfels (1540) und mit Patronatsrecht in der Pfarrkirche zu Ense, und Markgenosse zu Glindfeld (genannt 1547). Spätestens im 16. Jahrhundert, aber wahrscheinlich schon eher, war die Burg der Dorfelder ein Lehen der Herren von Waldeck. Urkundlich 1580 belehnte Franz III. von Waldeck den Caspar von Dorfeld und seinen Cousin Werner mit Huxhoell und Zubehörung.
Mit dem Tode von Caspar von Dorfeld am 30. November 1609 und dem Aussterben der Herren von Dorfeld im Mannesstamm kam die Burg 1611 in den Besitz der Herren von Dalwigk. Danach verfiel sie allmählich, wurde schließlich komplett abgebrochen und die Wassergräben wurden verfüllt. Später wurde das Gelände vollständig eingeebnet. 1825 wird in der Waldeckischen Landes- und Regentengeschichte berichtet, dass Grund und Boden dem Rittergut Haus Sand zugeschlagen worden seien.
Sichtbare Reste sind nicht mehr vorhanden. Ein Wassergraben ist noch im Gelände schwach wahrnehmbar. Die Bezeichnung Im Hux-Hohl ist als Flurname überliefert.